# (4988) Chushuho
(4988) Chushuho es un asteroide perteneciente al cinturón de asteroides, descubierto el 6 de noviembre de 1980 por el equipo del Observatorio de la Montaña Púrpura desde el Observatorio de la Montaña Púrpura, Nankín (China).

## Designación y nombre
Designado provisionalmente como 1980 VU1. Fue nombrado Chushuho en homenaje al deportista chino "Chu, Shu Ho David", uno de los impulsores para que se hicieran realidad los Juegos Olímpicos en Beijing (2008).

## Características orbitales
Chushuho está situado a una distancia media del Sol de 2,406 ua, pudiendo alejarse hasta 2,922 ua y acercarse hasta 1,889 ua. Su excentricidad es 0,214 y la inclinación orbital 2,136 grados. Emplea 1363 días en completar una órbita alrededor del Sol.

## Características físicas
La magnitud absoluta de Chushuho es 13,8. Tiene 3,577 km de diámetro y su albedo se estima en 0,501.